# Vaszilij Pavlovics Akszjonov
Vaszilij Pavlovics Akszjonov (oroszul Васи́лий Па́влович Аксёнов; Kazany, 1932. augusztus 20. – Moszkva, 2009. július 6.) szovjet, illetve orosz regényíró. Moszkvai történet című történelmi trilógiájáról ismert, amely 1925 és 1953 között követi nyomon a moszkvai Gradov család három generációjának történetét.

## Élete
Mikor Kazanyban töltöttem egyetemi éveimet, a KGB megfigyelése alatt álltam. Először nem vettem észre, csak akkor ébredtem a tudatára, hogy engem követnek és az egész csoportunkat, mikor a barátaimat elkezdték „meghívogatni” beszélgetni. Nem olyan volt, mint itt, egy amerikai egyetemen; egy osztályban voltunk, körülbelül 30-an, akik a tanulmányaink során hat évig végig együtt voltak.
Édesanyja, Jevgenyija Ginzburg sikeres újságíró és egyetemi oktató volt, apja, Pavel Akszjonov pedig magas közigazgatási pozíciót töltött be Kazanyban és tagja volt a Szovjetunió Központi Végrehajtó Bizottságának. Mindkét szülő prominens kommunista volt. 1937-ben azonban mindkettőjüket letartóztatták, azzal a koholt váddal, hogy a trockizmushoz köthető összeesküvésben vettek részt. Börtönbe, majd a gulágra küldték őket, mindketten 18 évet raboskodtak és túlélték. Jevgenyiját később az üldöztetéséről és a sztálinizmus brutalitásáról szóló memoárja tette nemzetközi hírű íróvá.
Vaszilij Kazanyban maradt a dajkájával és a nagymamájával, amíg az NKVD őt is le nem tartóztatta, mint a nép ellenségei fiát, és egy árvaházba küldték, anélkül hogy a családdal közölték volna, hová került. 1938-ban a nagybátyja mentette ki innen és az ő családjával maradt, amíg édesanyja büntetését tíz év kényszermunka után börtönről száműzetésre változtatták. 1947-ben csatlakozott édesanyjához a hírhedt Magadanban, a kolimai gulág régiójában. Itt végezte el a középiskolát." Féltestvére, Alekszej, aki Ginzburg első házasságából született, már nem csatlakozhatott hozzájuk: 1941-ben meghalt Leningrádban az ostrom alatt.
Szülei, kitapasztalva hogy az orvosoknak van a legnagyobb esélye túlélni a munkatábort, ezt a szakmát szánták neki. Tanulmányait a Kazanyi Egyetemen kezdte és 1956-ban a Pavlov Első Leningrádi Orvosi Egyetemen végzett. Ezután három évig orvosként dolgozott. Miközben az orvosi egyetemen tanult, a KGB figyelni kezdte és aktát nyitottak róla. Ha Sztálin 1953-ban bekövetkezett halála után nem következik enyhülés, valószínűleg letartóztatták volna.

### Pályája
Az enyhülés időszakában kapcsolatba került az első szovjet ellenkultúra mozgalommal, a sztyiljagi (a "stílusosak") néven ismert jampecruhás hipszterekkel. Ennek eredményeképp

Megszerette a szlengjüket, divatjaikat, szabados életstílusukat, a táncukat és különösen a zenéjüket. Élete végéig tartó románca a dzsesszel ekkor kezdődött. Az érdeklődése az új környezet, a nyugati zene, divat és irodalom iránt megváltoztatta Akszjonov életét, és úgy döntött, az irodalom segítségével kora krónikása lesz. Mindig figyelte a fiatalokat, a változó stílusokat, mozgalmakat, trendeket. Nem volt más szovjet író, aki ennyire ráhangolódott volna a populáris kultúra fejleményeire és változásaira.

1956-ban Valentyin Katajev író üdvözölte Akszjonov első publikált írását, amely az 'Ifjúság' című magazinban jelent meg. Első regénye, az 1961-ben megjelent 'Kollégák' orvosként szerzett tapasztalataira épült. Második könyve, az ugyanebben az évben publikált 'Csillagos jegy' a fiatal szovjet hipszterek életéről szólt és egy csapásra híressé tette."
Az 1960-as években Akszjonov gyakran írt a népszerű Junoszty magazinba (amelyet Katajev alapított 1955-ben, de épp a 'Csillagos jegy' publikálása miatt elmozdították a főszerkesztői székből). Az úgynevezett „ifjúsági próza” mozgalom vezető alakja lett, akit ünnepelt a szovjet „liberális” értelmiség és nyugati támogatóik. Az írásai óriási kontrasztban álltak a korszak száraz szocialista realista prózájával. Alakjai természetesen beszéltek, a hippik nyelvén, kocsmákba és táncos szórakozóhelyekre jártak, a házasság előtt szeretkeztek, dzsesszt ls rock’n’rollt hallgattak és szép amerikai cipőkre vágytak. Akszjonov a hatvanasok (Шестидесятники) generációjának egyik kinevezetlen vezetője lett, azoké a fiatal szovjet értelmiségieké, akik ellenálltak a kommunista párt kulturális és ideológiai megszorításainak. "Hihetetlen volt: robotoknak neveltek, de dzsesszt kezdtünk hallgatni" - mondta Akszjonov 2007-ben, egy róla szóló dokumentumfilmben.

### Az emigrációban
1980-ban egy meghívásnak eleget téve az USA-ba utazott, távollétében megfosztották szovjet állampolgárságától. Először 1989-ben látogatott el ismét a Szovjetunióba, 1990-ben visszakapta állampolgárságát. 2004-ig az USA-ban élt, különböző egyetemeket orosz irodalmat adott elő. Továbbra is folytatta írói munkásságát (orosz nyelven), aktívan közreműködött az Amerika Hangja és a Szabadság Rádió műsoraiban, ill. különféle emigráns lapokban publikált.

### Halála és emlékezete
Élete utolsó éveiben családjával a franciaországi Biarritzban élt. 2008 januárjában Moszkvában agyvérzést kapott, az elkövetkező másfél évben az orosz fővárosban kezelték. 2009 nyarán, 77 éves korában egy moszkvai klinikán hunyt el. Július 9-én a Vaganykovói temetőben helyezték végső nyugalomra.
2007-ben, az író jelenlétében, Kazany városában tartották meg az első irodalmi-zenei Akszjonov-fesztivált, melyet azóta is évente megrendeznek.
2009-ben szülővárosában, Kazanyban irodalmi emlékhelyet hoztak létre.
Az előző évben felújított Akszjonov-kertben 2016-ban szobrot emeltek az író tiszteletére.
2017-ben, az író születésének 85. évfordulóján munkásságának szentelt honlap indult útjára: Akszjonov-sziget (Osztrov Akszjonova).

## Művei magyarul
- Kollégák; ford. Gellért György, bev. Elbert János; Magvető, Bp., 1962
- Vaszilij Akszjonov–Alekszej Sztahavojː Kollégák. Színmű; ford., átdolg. Gellért György, Benedek Árpád, rend. utószó Gáli József; Népművelési Intézet, Bp., 1963 (Színjátszók kiskönyvtára)
- Félúton a hold felé. Elbeszélések; vál., ford. Domokos Géza; Irodalmi, Bukarest, 1969 (Horizont könyvek)
- Csillagos jegy. Regény; ford. Lénárt Éva; Egyetemi Ny., Bp., 1969 (Kozmosz könyvek)
- Örvényes ifjúság. Regény; ford. Pór Judit; Kozmosz Könyvek, Bp., 1976
- Emlékmű lett a nagyapám; ford. Lénárt Éva; Móra, Bp., 1978 (Delfin könyvek)
- Éjjel-nappal non-stop; ford. Soproni András; Európa, Bp., 1978
- Tájkép papírból; ford. Enyedy György; Európa, Bp., 1991
- Moszkvai történet; ford., jegyz. Soproni András; Európa, Bp., 2002
- Volterjánosok és volterjankák; ford. Soproni András; Európa, Bp., 2006
- Moszkva kva-kva; ford. Soproni András; Európa, Bp., 2010